# One Man Band Man
One Man Band Man to pierwszy solowy album amerykańskiego producenta hip-hopowego, Swizz Beatza. Miał zostać wydany 5 czerwca 2007, zostało to jednak przełożone na 17 lipca 2007, a ostatecznie 21 sierpnia 2007 przez wytwórnie Full Surface Records i Universal Motown Records.
Album zadebiutował na #7 miejscu listy Billboard 200 8 września 2007, sprzedając się w nakładzie około 45,000 kopii w pierwszym tygodniu po wydaniu. Zadebiutował również na #1 listy Top R&B/Hip-Hop Albums.
Na płycie gościnnie wystąpili Drag-On, Lil' Wayne, R. Kelly, Jadakiss i Chris Martin z Coldplay. Swizz Beatz wyprodukował połowę utworów z albumu, resztę między innymi Needlz i The Individualz. Pierwszym singlem promującym album jest "It's Me Bitches".
Przez 3 tygodnie sprzedano 71,200 kopii albumu. Pomimo sukcesu na początku, sprzedał się jedynie w nakładzie 140,000 kopii w USA.
Utwór "Top Down" znalazł się na soundtracku do gry Grand Theft Auto IV

## Lista utworów
| #  | Utwór                        | Gościnnie                     | Producent(ci)                         | Długość |
| -- | ---------------------------- | ----------------------------- | ------------------------------------- | ------- |
| 1  | "Product Man"                |                               | The Individualz                       | 2:50    |
| 2  | "It's Me Bitches"            |                               | Swizz Beatz                           | 2:34    |
| 3  | "Big Munny                   |                               | Nottz                                 | 3:33    |
| 4  | "Bust Ya Gunz"               | Drag-On                       | Needlz                                | 3:58    |
| 5  | "You Know Your Boy Did That" |                               | Snags                                 | 4:46    |
| 6  | "The Funeral"                | Lil Omen                      | Neo da Matrix                         | 2:57    |
| 7  | "Take a Picture"             |                               | Swizz Beatz                           | 3:33    |
| 8  | "Top Down"                   |                               | The "E. McCaine" Edition, Swizz Beatz | 3:08    |
| 9  | "Money in the Bank"          |                               | Marlin "Hookman" Bonds                | 3:11    |
| 10 | "Part of the Plan"           | Chris Martin                  | Swizz Beatz                           | 3:14    |
| 11 | "Snoop Skit"                 | Snoop Dogg                    |                                       | 0:52    |
| 12 | "It's Me...Remix"            | Lil Wayne, R. Kelly, Jadakiss | Swizz Beatz                           | 3:29    |

### Single
- "It's Me Bitches"
- "Money in the Bank"
- "Top Down"
- "It's Me...Remix"